# 謝宗安
謝宗安（1907年—1997年），字鍾廠，別號磊翁、三石道人、三石老人，臺灣近代書法藝術家、教育家。以自創的「漢魏合體書」著稱，書風沉著樸實。為「橄欖齋書會」與「中華書道學會」創立者。

## 生平經歷
1907年生於安徽省建德縣（今東至縣），父親是清代貢元。七歲時開始學字，並受鄉儒王炳章、馬汝騆等人指導。清代金石學盛行，加以曾獲得吳昌碩〈石鼓文四屏〉與〈龍門二十品〉的原拓臨習，開啟畢生從事石鼓文、魏碑的創作契機。
早年並未成為全職藝術家，曾任安徽省公職，國共內戰後於1951年至臺灣，並任職於公務機構，閒暇之餘用心習字，與藝壇書家來往甚密。
1962年與馬籌華、曹秋圃、王愷和、陳其銓、李普同等人成立「八儔書會」，推廣書藝。1974年退休後，潛心於書法創作與授課，成立「橄欖齋書會」，取橄欖「味雖苦澀，咀之芳馥」之意，隱喻書法需浸潤多時，才能回味無窮。謝宗安的教學，強調人品修養與書藝合一。門下弟子眾多，分別組成墨象、墨緣、墨林、墨皇、墨薌、墨華、墨音、墨濤、養正、墨源、中華婦女書會共11個子會。1992年廣結各界書法同好成立「中華書道學會」，長期舉辦書法研習、出版刊物，並至日本、韓國、新加坡等地交流，期許提高書法風氣。謝宗安於1997年逝世。

## 書法風格
謝宗安書風雄渾強健，用筆自中鋒逆入平出，筆力有勁而沉著質樸。行草書融會〈石鼓文〉的結實線條、〈石門頌〉的開張結體，及〈石門銘〉的錯落變化，開創屬於自身風格的行草。因對〈石鼓文〉、〈石門頌〉、〈石門銘〉用力頗深，而自號「三石老人」、「三石道人」與「磊翁」。多年來鑽研篆隸與南北朝碑銘。晚年融會漢隸結構與魏碑筆勢，自創「漢魏合體書」，或稱「分隸合體書」。1993年鐫刻於中國安徽天祝山摩崖的〈唐杜子美秋興八律〉十二連屏，為分隸合體書之代表作。

## 作品典藏現況
國立臺灣美術館：1993〈無名氏山水畫五律〉、1997〈包世臣論書語〉、1997〈節臨西狹頌〉
國立歷史博物館：1985〈春日還邦詩 橫幅〉、1985〈知足能忍聯〉、1986〈臨石鼓文〉、1987〈斯書桑土八字聯〉、1990〈于良史春山月夜話〉、1992〈吉祥如意春聯〉、1993〈姜白石詩條幅〉
成功大學藝術中心：1994〈無題〉
長流美術館：〈杜子美日暮之作〉